# 尾崎裕大
尾崎 裕大（おざき ゆうた、1982年3月22日 - ）はラジオパーソナリティ、ソングライター、著作家。
岐阜市にあるコミュニティFM局、シティエフエムぎふにおいて、UTOPIA-R（2002年7月～12月）のラジオパーソナリティを務めるほか、名古屋大学医学部非常勤講師、柔道整復師、はり師、きゅう師、歯科医師としても活動中である。岐阜県鍼灸師会顧問を務める。

## 経歴
岐阜県安八町出身。滝高等学校普通科卒。朝日大学歯学部卒。身長165cm、血液型A型。
朝日大学歯学部の助教を務めた尾崎は著書の中で、2011年に名古屋医専も卒業している他に、教員免許を取得していることを明かしている。

## テレビ番組
- ほっとイブニング（NHK）- 2007年12月、中継コーナーの「中継ほっとライブ」、に出演。
- 大相撲中継（NHK）- 2008年7月20日、NHK名古屋放送局での大相撲中継公開放送に、琴光喜関のファンとして、インタビュアーの小泉エリとともに出演。

## ラジオ番組
- UTOPIA-R - （シティエフエムぎふ）2002年7月～12月 パーソナリティとして出演。
- 花フェスタ2005 （エフエム岐阜）- リポーターとして出演。

## その他の活動
- イベント司会者（カラフルタウン岐阜、モレラ岐阜のイベント司会者として活動）
- Evergreen（元音楽プロデューサー）
- UTOPIA-R（元番組プロデューサー）

## 著書
- 柔道整復師と鍼灸師の筋の触診サイドブック（2018年）
- 歯科東洋医学を志す歯科医師の全身筋触診サイドブック（2019年）
- 歯科医が知らない歯科東洋医学の世界（尾崎裕大：著, 編集、尾崎利明：著）（2019年）

## 関連人物
- つボイノリオ